# Observatoire français des médias
L'Observatoire français des médias était une association loi de 1901 affiliée à l’Observatoire international des médias. Créée en septembre 2003, elle a cessé ses activités en 2006.
L'association est liée au mouvement altermondialiste. On peut citer parmi ses fondateurs ATTAC, Acrimed, Philippe Cohen, Renaud Lambert et Ignacio Ramonet .
Le concept de cette association a été inventé au Forum social mondial de Porto Alegre en 2002. L’Observatoire international des médias estime que les médias n’assurent plus leur rôle de contre-pouvoir, car ils ne constituent plus qu'un vecteur de la mondialisation néo-libérale. En défendant les idées altermondialistes, il prétend protéger la société contre les abus des grands médias, défendre l’information et la vérification des faits comme biens publics et revendiquer le droit de savoir des citoyens. 
Son site internet a cessé d'être mis à jour au-delà de 2007, suggérant ainsi un arrêt de son activité publique.
Des observatoires des médias affiliés se sont créés dans certaines villes en France (Besançon, Grenoble, Nantes). À en juger par leurs sites internet, ils semblent avoir disparu.